# Mayac
Mayac là một xã của Pháp, nằm ở tỉnh Dordogne trong vùng Aquitaine của Pháp. Xã này có diện tích 11,28 km2, dân số năm 2006 là 295 người. Xã nằm ở khu vực có độ cao trung bình 20 m trên mực nước biển.

## Thông tin nhân khẩu
| Năm    | 1962 | 1968 | 1975 | 1982 | 1990 | 1999 | 2006 |
| ------ | ---- | ---- | ---- | ---- | ---- | ---- | ---- |
| Dân số | 287  | 269  | 268  | 245  | 247  | 306  | 295  |